# (2244) Tesla
(2244) Tesla est un astéroïde de la ceinture principale.

## Description
(2244) Tesla est un astéroïde de la ceinture principale. Il fut découvert par Milorad B. Protitch le 22 octobre 1952 à Belgrade. Il présente une orbite caractérisée par un demi-grand axe de 2,81 UA, une excentricité de 0,178 et une inclinaison de 7,82° par rapport à l'écliptique.
Il fut nommé en hommage à Nicolas Tesla (1856-1943), physicien d'origine serbe.

## Compléments